# 萨缪埃尔·奥古斯特·蒂索
萨缪埃尔·奥古斯特·安德烈·大卫·蒂索（法語：Samuel Auguste André David Tissot，1728年3月20日—1797年6月13日），出生于瑞士格朗西，为18世纪欧洲名医，生前声望极高，受到包括波兰国王和汉诺威选帝侯的青睐，以及伏尔泰和卢梭等启蒙思想家的推崇，有“莱芒湖畔的希波克拉底”之誉。他最为著名的是关于手淫和癫痫的理论。

## 生平

### 早年
1728年3月20日，萨缪埃尔·奥古斯特·蒂索出生于瑞士的一个士绅之家，其父皮埃尔·蒂索（Pierre Tissot）是莫尔日的土地测绘专员，其母让娜·夏洛特·格勒努（Jeanne-Charlotte Grenus）是日内瓦人。
1741年，蒂索在当时仍为共和国的日内瓦学习古典学，并于四年后拿到文凭，进入蒙彼利埃医学院深造。1749年获得博士学位之后回到瑞士，定居洛桑从事医学工作。
1752年，他在治疗天花的过程中使用了种痘免疫法，声名鹊起。对公众健康的关注令他获得了“穷人的医生”的称号。1754年，论文《种痘之合理性》（L'Inoculation justifiée）出版。
1755年，蒂索迎娶了法兰西学院希腊语教授，让·弗朗索瓦·达普勒·德·沙里埃尔（Jean-François Dapples-de-Charrière）的女儿夏洛特·达普勒（Charlotte Dapples），但两人唯一的孩子不幸早夭。

### 享誉欧洲
1760年前后，蒂索出版了两部最为重要的著作，《论手淫与疾病》（L'onanisme. Dissertation sur les maladies produites par la masturbation，1758年）与《关于大众健康的建议》（Avis au peuple sur sa santé，1761年），一经面世便大获成功，《关于大众健康的建议》在25年内被翻译成17种语言，《论手淫与疾病》的影响则更为深远，1760至1905百余年间，共再版63次。
1762年，卫生院（Chambre de santé）授予了蒂索金质奖章，后者还获得了日内瓦共和国的津贴并成为伦敦皇家学会的成员。1787年，时任拉斐尔军团炮兵少尉的拿破仑曾写信给蒂索为自己身患通风的亲戚咨询病情，称赞他已经“名扬科西嘉的山区”。同年，蒂索被选为洛桑医学学会的副主席。众多欧洲君主纷纷向他抛出橄榄枝。1795年，波兰国王斯坦尼斯瓦夫二世邀请他担任王室的首席医生，被蒂索谢绝。他还拒绝了帕多瓦大学教授的职位。
唯一的例外来自约瑟夫二世。1777年，这位神圣罗马帝国皇帝前往洛桑拜访了蒂索，在他的邀请之下，蒂索于1781年至1783年担任了帕维亚大学的临床医学教授。访问罗马期间，他受到了教宗庇護六世的接见。他还在威尼斯参议院的委托下，前往该市介绍种痘免疫法。

### 晚年
回到洛桑之后，蒂索专心于教学和研究工作，直至1797年因肺结核病逝，安葬在圣劳伦公墓。

## 医学理论

### 关于手淫
手淫与疾病的关系是蒂索医学理论中最为重要的一部分。蒂索对手淫的批判建立在一种朴素的平衡观念的基础之上，认为手淫会导致丢失过多的能量，破坏机体的能量平衡，因而有致死的危险。这是一种带有机械唯物主义色彩的观点，其中不难看出古希腊体质学说和笛卡尔的“动物-机械”理论的影响。

### 其他
蒂索反对放血疗法的滥用，提倡多摄取天然食材，尤其是作为奎宁原料的金鸡纳。他提倡的生活方式还包括运动和禁欲。
蒂索的医学工作体现了十八世纪的欧洲，医生这一职业与书籍、写作和教育之间的密切关系，他提出的理论深刻影响了十八和十九世纪的医学界。

## 主要作品
- 《种痘之合理性》（L'Inoculation justifiée，1754年）
- 《论手淫与疾病》（L'onanisme ou Dissertation physique sur les maladies produites par la masturbation，1758年）
- 《关于大众健康的建议或常见病》（Avis au peuple sur sa santé ou traité des maladies les plus fréquentes，1761年）
- 《论文人的健康》（De la santé des gens de lettres，1768年）
- 《论神经和神经疾病》（Traité des nerfs et de leurs maladies，1778年）
- 《论医学研究精进之方法》（Essai sur les moyens de perfectionner les études de médecine，1785年）
- 《论胆汁型发热及洛桑1755年胆热疫病史》（Dissertatio de febribus biliosis; seu historia epidemiae biliosae Lausannensis, an. 1755，1790年，拉丁文，1799年由Mahot Maurice翻译为法文并注解）